# 河南大学明伦校区大礼堂火灾
2024年5月2日深夜，位于中华人民共和国河南省开封市的河南大学明伦校区大礼堂在修缮过程中发生火灾，未造成人员伤亡，但建筑物损毁严重。

## 背景

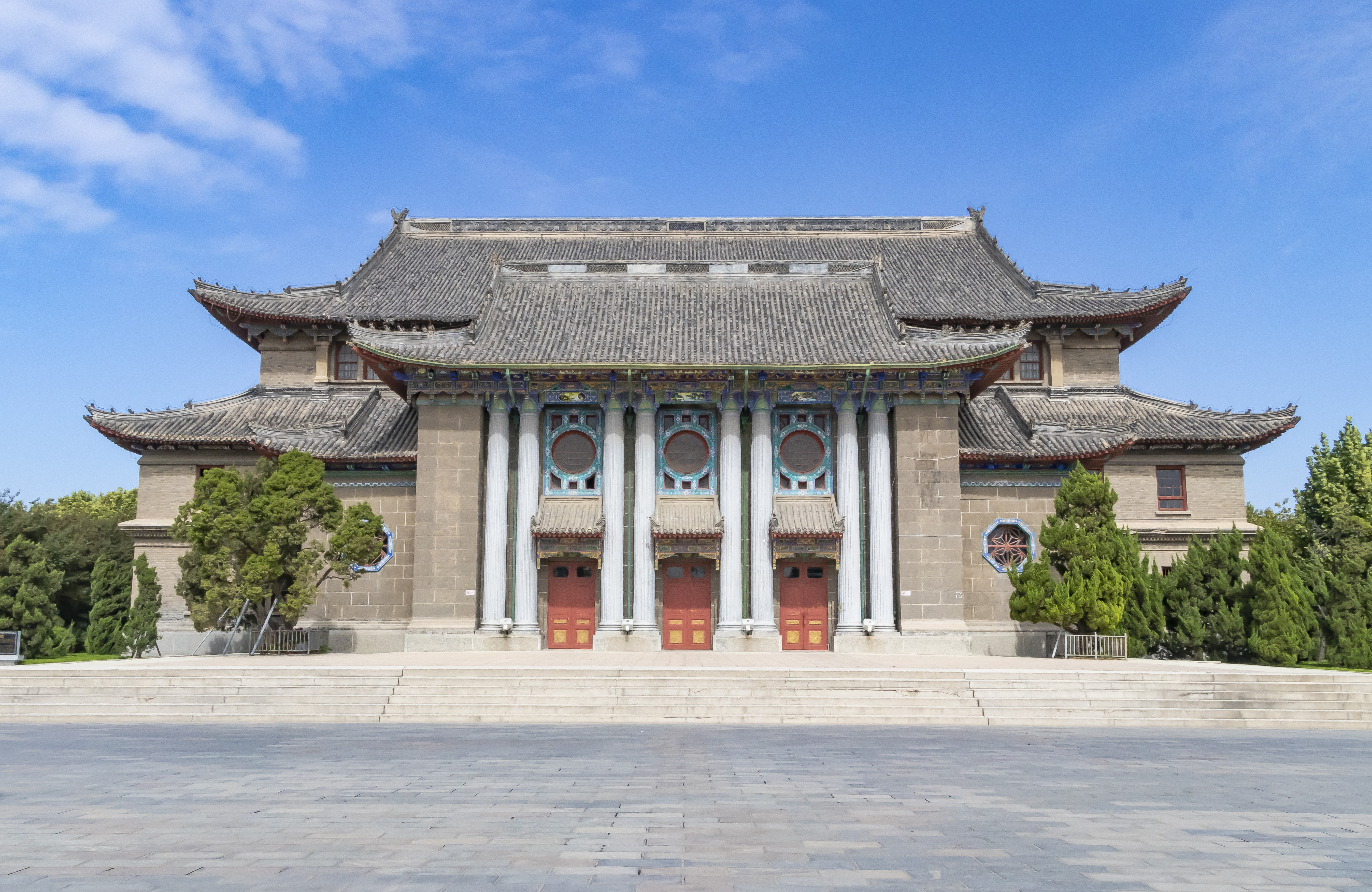
被毁前的大礼堂

河南大学明伦校区大礼堂，全名为“河南大学河南留学欧美预备学校旧址大礼堂”，由时任校长许心武领衔设计，1931年11月20日破土动工，1934年12月28日落成，被视为河南大学的“精神地标”。该建筑占地面积3932平方米，总建筑面积4687平方米，可容纳3000余人。2006年，大礼堂与河南留学欧美预备学校旧址其它建筑物一起，被列入第六批全国重点文物保护单位。
负责大礼堂修缮工程的是北京同兴古建筑工程有限责任公司，曾中标中国多地文物保护单位修缮工程。该公司曾因消防安全问题，被北京市东城区消防救援支队处以人民币2.5万元行政处罚。事发时，大礼堂已施工近四个月。

## 经过

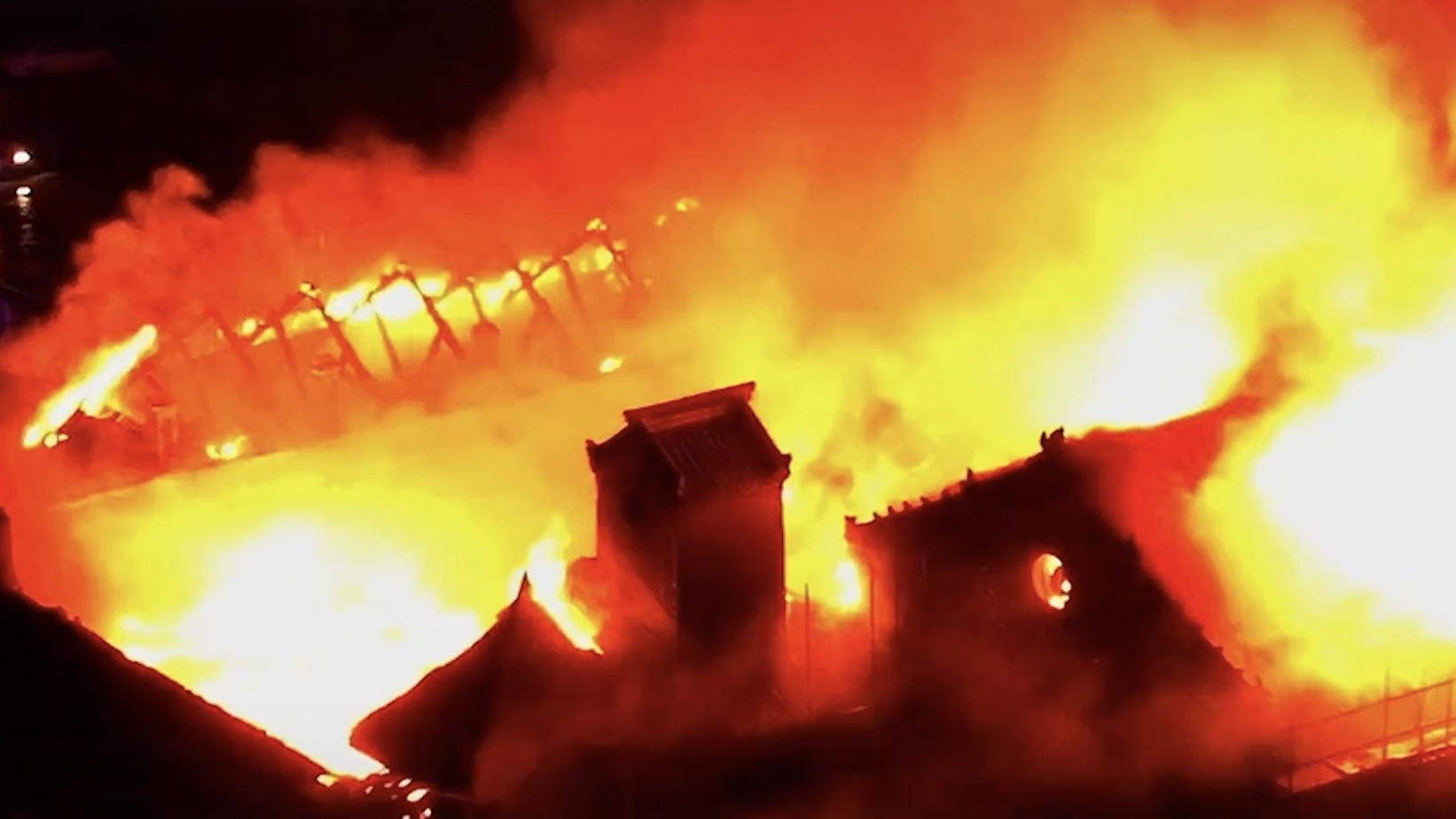
火灾时的大礼堂

根据河南大学明伦校区一工作人员的说法，当天22时许，大礼堂发生火情。河南省开封市消防救援支队通报称，2024年5月2日23时22分，开封市消防救援支队指挥中心接到报警，河南大学明伦校区一建筑房顶着火，无人员被困。河南大学次日8时许发布通报称，正在修缮施工期间的河南大学明伦校区大礼堂发现火情。经消防部门全力扑救，火灾被扑灭，无人员伤亡。根据媒体的报道，大礼堂房顶已经基本坍塌，被火烧过的建筑呈焦黑状。

## 原因
河南大学方面初步推测起火原因可能与修缮过程中的电路老化有关。2025年1月，事故调查组查明，火灾事故的直接原因系大礼堂修缮工程屋面防水施工作业中，施工人员违规使用液化石油气喷枪，以高温火焰烘烤防水卷材，造成卷材下方木质屋面阴燃起火引发火灾。

## 各方反应
河南大学在事发次日的通报中向该校全体师生、校友以及“关心学校的社会各界”公开道歉。
河南大学原党委书记卢克平、河南大学校友、央视主持人任鲁豫等人在社交媒体发文，对大礼堂毁于火灾感到痛心。
2024年5月3日，河南省消防安全委员会办公室已成立由省消防救援总队牵头，公安、应急、教育、文物等部门及开封市政府参加的联合调查组开展提级调查。相关责任人被公安机关控制。
中国国务院安全生产委员会决定，挂牌督办河南大学大礼堂火灾事故。
事故发生后，中国多地紧急启动文物安全隐患排查整治。国家文物局联合国家消防救援局发文，要求坚决遏制文物火灾事故发生。
2025年1月，包括河南省副省长宋争辉，河南省教育厅党组书记、厅长毛杰，河南大学党委书记季波等26人被处理。